# Vincenzo Visceglia

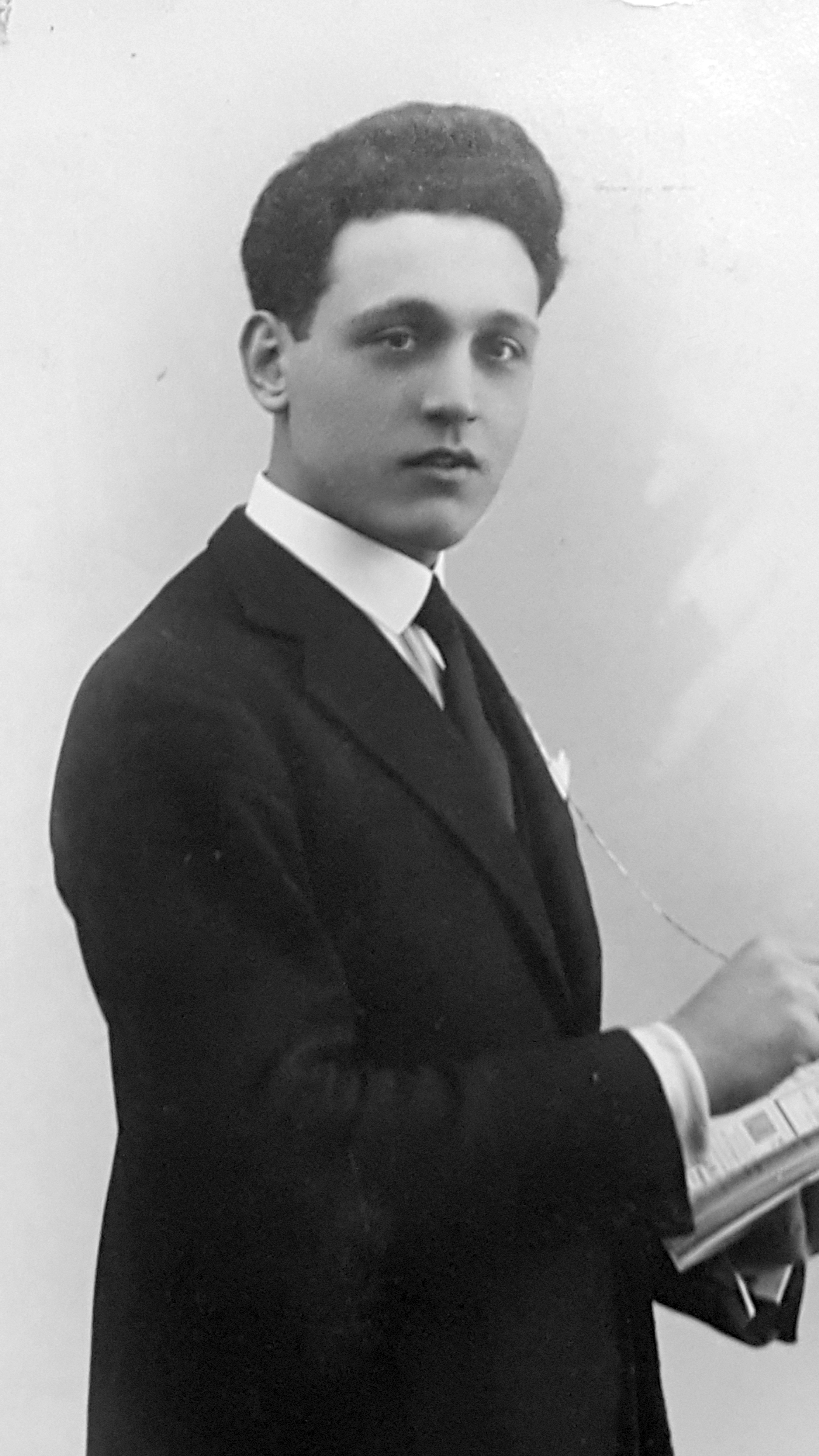
Vincenzo Visceglia

Vincenzo Visceglia (Salandra, 30 gennaio 1903 – Roma, 5 ottobre 1971) è stato un editore e cartografo italiano.

## Biografia
Vincenzo Visceglia nasce a Salandra, un piccolo centro in provincia di Matera, il 30 gennaio del 1903. Intraprende gli studi di ingegneria presso l'università di Napoli. Trasferitosi a Roma si laurea nel 1928 in fisica e matematica presso l'università della capitale ed inizia un breve periodo di insegnamento presso un istituto superiore. Orienta in modo più specifico il suo interesse verso la geografia, interesse che culmina con la fondazione nel 1929 dell'Istituto Geografico Visceglia.
Nel 1930 ha realizzato la prima pubblicazione dell'istituto: la Guida toponomastica di Roma, planimetria della città, suddivisa in tavole e con la segnalazione dei numeri civici. La guida è stata successivamente continuamente aggiornata.
Durante gli anni sessanta ha pubblicato le planimetrie aggiornate dei capoluoghi di provincia, la cui raccolta costituisce l'Atlante urbanistico d'Italia.
Per oltre 40 anni si dedica alla raccolta di cartografia antica originale e di materiale editoriale d'epoca, arricchendo il fondo d'archivio dell'istituto, con mappe originali edite nel Settecento dalla Calcografia camerale e con rari libri geografici. Ha sviluppato un settore di attività rivolto alla riproduzione di antiche carte geografiche e alla realizzazione di mappamondi in gesso e legno, copie fedeli di oggetti d'epoca.
Dopo una lunga malattia, muore a Roma il 5 ottobre 1971. Nel 1989 il comune di Roma gli ha dedicato una via, nella zona di Vallerano-Trigoria.

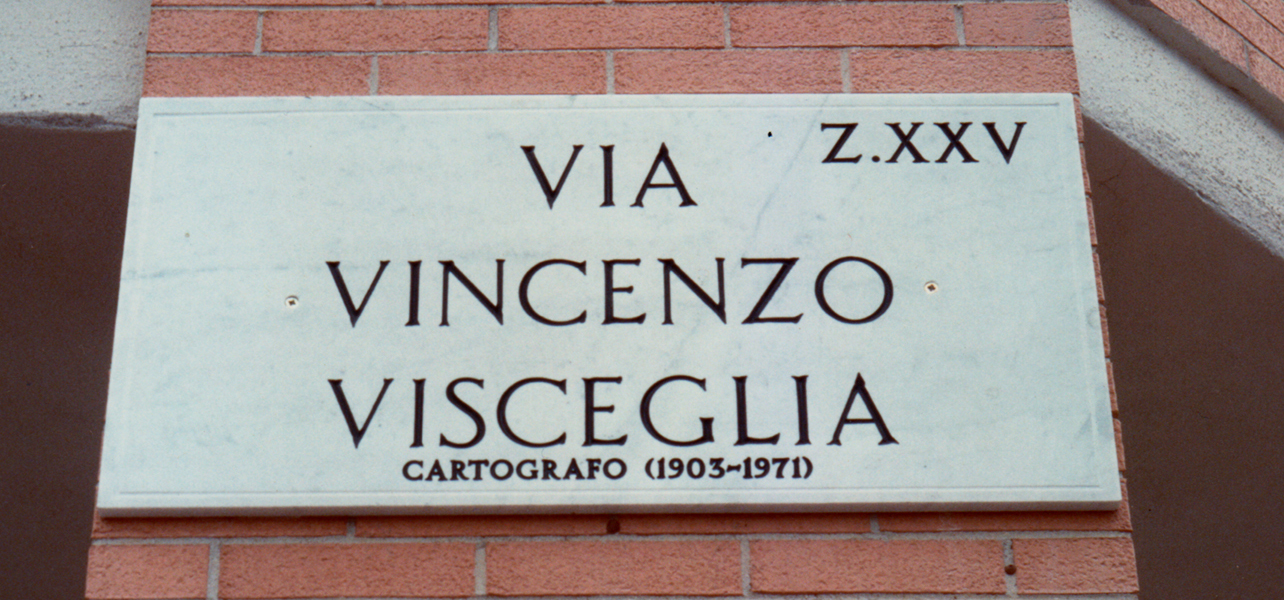
Vincenzo Visceglia